# Diane of the Green Van
Diane of the Green Van è un film muto del 1919 diretto da Wallace Worsley.

## Trama
Diane, unica erede della fortuna dei Westfall, parte a caccia di avventure per sfuggire alla noia. A sua insaputa, quattro uomini si mettono sulle sue tracce: il cugino Carl, che vuole impossessarsi della sua eredità; il barone Tregar di Houdania, che crede che la ragazza possa essere la legittima erede al trono del suo paese; il principe Ronador, che vuole salire lui al trono e che, dopo un tentativo fallito nei confronti di Diane, cerca ora di sposarla e, infine, Philip Poynter, un amico americano del barone Tregar che si innamora della giovane, proteggendola dai pericoli e dagli intrighi. Dapprima Diane non si fida di Philip. Giunta però nelle Everglades, incontra Mic-co, l'uomo medicina, che le svela non solo che Philip è l'unico ad amarla per davvero ma che lui, Mic-co, non volendo diventare re, si è rifugiato tra i Seminole benché in realtà sia suo padre e il vero erede di Houdania.

## Produzione
Fu il primo film prodotto da Alma Rubens per la sua compagnia, la Winsome Stars Corporation. Venne girato parte a Los Angeles, nei Brunton Studios, parte in Florida, nelle Everglades, usando in alcune scene gli indiani Seminole come figuranti e comparse.

## Distribuzione
Distribuito dalla Exhibitors Mutual Distributing Company, il film uscì nelle sale cinematografiche USA il 9 febbraio 1919.
Non si conoscono copie ancora esistenti della pellicola che viene considerata presumibilmente perduta.